# David Morales
David Morales (Brooklyn, Nova Iorque, 21 de agosto de 1961) é um Dj e produtor internacional de House music.
Juntamente com Frankie Knuckles, considerado o "pai" da House music, ambos influenciaram uma variedade de produtores, que diferiram da perspectiva original resultando num outro modo fazer música, com vocais e arranjos melodiosos, característica marcante de Knuckles, também por ter sido amante do "Philladelfia Sound", na década de 70. Morales não tinha pretensão de ser um Dj, algo que iniciou de forma informal, apenas desejava divertir-se, e que acabou sendo o seu ofício e uma referência para toda uma geração de apaixonados pela House music. Em novembro de 2004, depois de um intervalo de 11 anos, Morales lançou o seu segundo álbum, 2 Worlds Collide, um álbum de 10 pistas editado pela Data Records, pertencente ao Ministry of Sound. Morales faz ainda parte do "Def Mix collective" juntamente com Frankie Knuckles e Satoshi Tommiie.